# Xystrota adela
Xystrota adela är en fjärilsart som beskrevs av Paul Dognin 1890. Xystrota adela ingår i släktet Xystrota och familjen mätare. Inga underarter finns listade i Catalogue of Life.